# ヤシャル・ビュユクアヌト
メフメット・ヤシャル・ビュユクアヌト（Mehmet Yaşar Büyükanıt、1940年9月1日 - 2019年11月21日）は、トルコの軍人。2006年8月から2008年7月まで、第25代トルコ共和国参謀総長を務めた。

## 来歴
ガズィアンテプに起源を持つ家庭に、イスタンブールで生まれる。1959年にエルズィンジャンの幼年学校を卒業し、1961年に陸軍大学を修了。さらに1963年まで歩兵学校で学ぶ。1983年から1986年までクレリ参謀アカデミー校長を務める。1986年から1988年まで、大統領警護隊指揮官。1992年に少将に昇進。参謀本部事務局長を経て、三年にわたり陸軍大学校長を務めた。2003年8月から2004年8月まで、第1軍司令官。2004年から2006年まで陸軍総司令官を務めた。
2006年8月に第25代トルコ共和国参謀総長に就任。強硬派と評価されており、在任中の2007年4月、大統領選挙の混乱を巡り、政教分離原則を堅持すべきという声明を発表した。またクルド労働者党ゲリラに対処するためイラク領内に越境攻撃を加えた。2008年に退役した。トルコの他、イタリア、アメリカ合衆国、パキスタンなどの受勲多数。
夫人との間に一女。
2019年11月21日、呼吸器疾患及び心不全により死去。79歳没。